# 박민수 (배우)
박민수(2007년 7월 19일~)는 대한민국의 배우이자 모델이다. 일곱살때였던 2013년에 《동부금융네트워크》라는 CF 광고 작품을 통하여 키즈 모델로 처음 데뷔를 하였다.

## 학력
- 개포고등학교 재학

## 출연작

### 영화
- 2014년 《나의 독재자》 ... 어린 김태식 역
- 2015년 《뷰티 인사이드》 ... 우진80(장우진) 역
- 2017년 《하루》 ... 한석훈 역
- 2018년 《공작》 ... 리상로(리명운 아들) 역
- 2019년 《신의 한 수: 귀수편》 ... 어린 외톨이[5] 역

### 드라마
- 2013년 JTBC 월화드라마 《무정도시》 ... 손웅찬 역
- 2013년 SBS 월화드라마 《황금의 제국》 ... 강재환 역
- 2013년 tvN 시트콤 《푸른거탑 리턴즈》 ... 조병호 역
- 2013년 MBC 일일연속사극 《제왕의 딸 수백향》 ... 서광 역
- 2014년 KBS2 수목드라마 《조선 총잡이》 ... 제미의 아들 역
- 2015년 tvN 월화드라마 《식샤를 합시다 2》 ... 어린 구대영[6] 역
- 2015년 MBC 월화드라마 《화정》 ... 홍만용 역
- 2015년 JTBC 금토드라마 《사랑하는 은동아》 ... 최라일 역
- 2016년 SBS 수목드라마 《원티드》 ... 송현우 역
- 2016년 KBS2 수목드라마 《함부로 애틋하게》 ... 어린 노직[7] 역
- 2016년 tvN 금토드라마 《신데렐라와 네 명의 기사》 ... 어린 강지운[8] 역
- 2016년 KBS2 수목드라마 《오 마이 금비》 ... 황재하 역
- 2016년 KBS2 월화드라마 《화랑》 ... 어린 막문[9] 역
- 2017년 MBC 월화드라마 《역적 : 백성을 훔친 도적》 ... 어린 동궁 이융[10] 역
- 2017년 JTBC 드라마 《힙한 선생》 ... 원정우 역
- 2017년 tvN 토일드라마 《명불허전》 ... 정홍래 역
- 2018년 KBS2 수목드라마 《추리의 여왕 2》 ... 원재 역
- 2018년 OCN 토일드라마 《프리스트》 ... 김우주 역
- 2019년 tvN 토일드라마 《날 녹여주오》 ... 어린 고남태[11] 역
- 2019년 TV조선 토일드라마 《간택 - 여인들의 전쟁》 ... 어린 이경[12] 역
- 2020년 tvN 토일드라마 《화양연화 - 삶이 꽃이 되는 순간》 ... 한준서 역
- 2021년 WAVVE / MBC 금토드라마 《트레이서》 ... 어린 황동주[13] 역
- 2022년 ENA 수목드라마 《굿잡》 ... 어린 김재하[14] 역
- 2024년 tvN 토일드라마 《졸업》 ... 이정수 역

### CF 광고
- 2013년 《동부금융네트워크》

## 수상 및 후보
| 연도 | 시상식       | 부문              | 작품          | 결과 |
| ---- | ------------ | ----------------- | ------------- | ---- |
| 2018 | KBS 연기대상 | 남자 청소년연기상 | 추리의 여왕 2 | 후보 |